# Jiaganj Azimganj
Jiaganj Azimganj là một thành phố và khu đô thị của quận Murshidabad thuộc bang Tây Bengal, Ấn Độ.

## Nhân khẩu
Theo điều tra dân số năm 2001 của Ấn Độ, Jiaganj Azimganj có dân số 47.228 người. Phái nam chiếm 51% tổng số dân và phái nữ chiếm 49%. Jiaganj Azimganj có tỷ lệ 68% biết đọc biết viết, cao hơn tỷ lệ trung bình toàn quốc là 59,5%: tỷ lệ cho phái nam là 73%, và tỷ lệ cho phái nữ là 62%. Tại Jiaganj Azimganj, 11% dân số nhỏ hơn 6 tuổi.